# سیارک ۳۷۶۵۵
سیارک ۳۷۶۵۵ (به انگلیسی: 37655 Illapa، نامگذاری:1994PM) سی و هفت هزار و ششصد و پنجاه و پنجمین سیارک کشف شده‌است که در ۱ اوت ۱۹۹۴ کشف شد.